# Madain Saleh
Madain Saleh (Arabisch: مدائن صالح), in de oudheid Hegra geheten, is een oude stad in Saoedi-Arabië. De ruïnes van Madain Saleh liggen in de Hidjaz, op ongeveer 22 km van Al-'Ula (العلا). De stad staat sinds 2008 op de Werelderfgoedlijst van UNESCO als eerste vermelding in Saoedi-Arabië.
De stad werd in de oudheid bewoond door de Arabische stammen Thamoedis en de Nabateeërs. De stad stond toen bekend als Hegra. De oase van Hegra bevond zich op de karavaanroute die Petra verbond met de streek de Hidjaz. De meeste handelaars die deze route volgden waren Arabisch. Net zoals in de stad Petra, hakten de Nabateeërs zo'n tweeduizend jaar geleden monumentale graftombes uit de rotsen. In totaal zijn in Hegra 81 rotstomben die zijn verdeeld over zes groepen. De rotstomben bevatten vaak inscripties.
De inscripties zijn ontcijferd door Eduard Beer in 1840. Ze zijn geschreven in een dialect van Aramees en in het Arabisch. Door de inscripties konden de tombes uiteindelijk gedateerd worden van 136 v.Chr. tot het begin van de jaartelling. Een groot aantal inscripties stelt menselijke figuren voor met de handen in de lucht. Dit wijst, waarschijnlijk, op de aanbidding van een god. Deze inscripties zijn ontdekt door Jaussen en Savignac van de Universiteit van Jeruzalem.
Hegra verschilt op veel manieren van Petra. Het is een open ruimte in een vallei. De rotstombes zijn anders dan die in Petra en vaak eenvoudiger. Ze bevatten bijna geen ornamenten of versieringen en de architectuur van de gebouwen is simpel.
Hegra vormde ook de grens van de Romeinse invloed in de Arabische wereld.

## Galerij

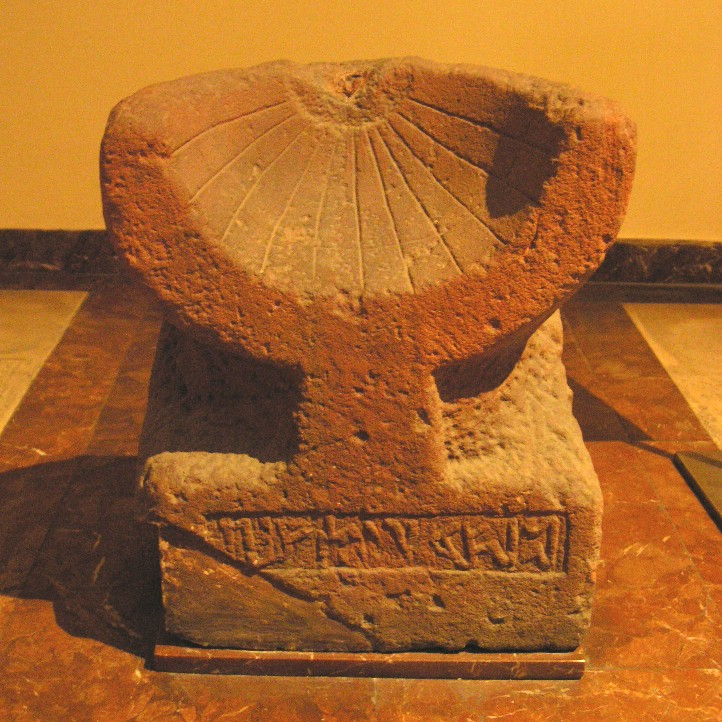
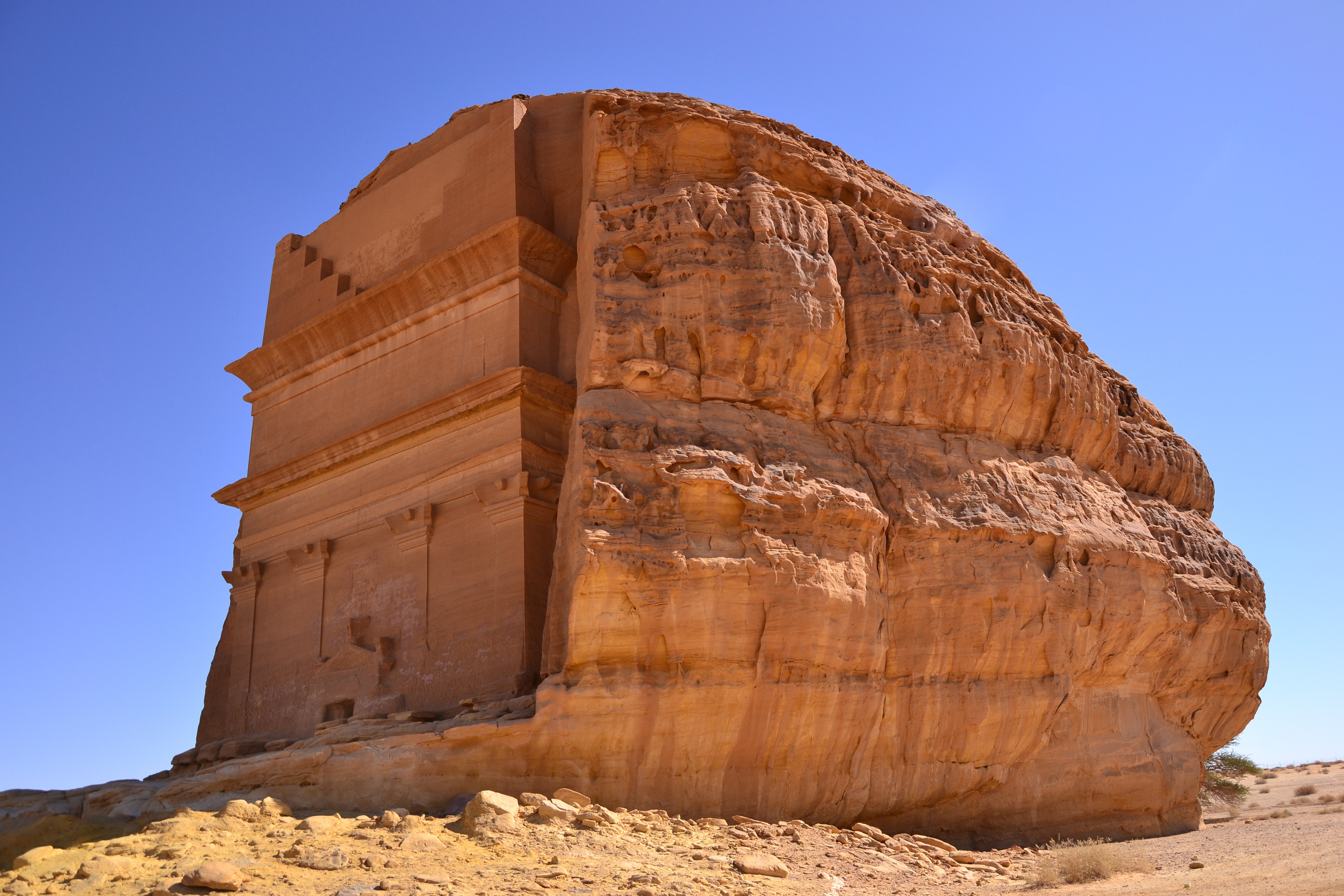